# 약법삼장
약법삼장(約法三章)은 원래 유방(劉邦)이 진(秦)의 수도 함양(咸陽)에 입성한 뒤, 진 왕조의 가혹했던 법률들을 간소화한 임시 시행령을 가리키는 단어로, 후에 근본법으로 바뀌며 헌법의 명칭이 되기도 했다.
하지만 이후 발굴되는 진나라 간독 해독 등을 통해 밝혀지는 내용으로는, 진의 혹법은 실존여부가 의심스럽고, 한고제의 약법삼장 선포 이후로도 여전히 진 율법를 대부분 이어받아 사용했다. 
홍문연의 실존여부가 의심받듯 한대 초기 기록들은 프로파간다 기록일 가능성을 꾸준히 받고 있다.

## 역사
약법삼장이란 단어는 《사기》(史記) 고조본기(高祖本紀)에 처음 등장했다. 기원전 207년, 유방이 진의 수도 함양을 점령한 후, 진의 엄혹한 형벌과 법령을 모두 폐지시키고 세 가지만 남겨 두었는데, 사람을 죽인 자는 사형에 처하고, 상해를 입힌 자와 재물을 훔친 자 역시 그에 상응하는 처벌을 행한다(殺人者死、傷人及盜抵罪)는 것이었다.

## 영향
한대(漢代) 이후 중국의 역사에서, '약법삼장'이라는 단어는 정부의 경형유예 조치를 나타내는 대명사로 쓰이게 되었는데, 예를 들어 《진서》(晉書) 권112·재기제12, 《송서》(宋書) 권74·열전34, 《남제서》(南齊書) 권24·열전제5 등에서 모두 '삼'(3)이라는 숫자를 써서 이를 표시하였다. 
약법삼장은 민중에 대한 정부의 근본법에 대한 약속이라는 의미를 담고 있는데, 중화민국 수립 초기에는 많은 헌법적 문서를 약법(約法)이라고 불렀다. 예를 들어 《중화민국 임시약법》(中华民国临时约法)이 있다.
1949년 4월 중국 공산당이 발표한 《중국인민해방군포고》(中国人民解放军布告)도 8장으로 약식된 바 있다. 오늘날에는 서로 준수해야 할 기본적인 조건을 가리키는 단어로 쓰이고 있다. 

## 같이 보기
- 소하
- 한률
- 구장률